# Shepherd Island
Shepherd Island is een onbewoond eiland, behorend tot de Grey-eilanden, dat deel uitmaakt van de Canadese provincie Newfoundland en Labrador. Het heeft een oppervlakte van 3,5 hectare en ligt vlak voor de westkust van Bell Island, een groot eiland ten oosten van Noord-Newfoundland. Het eiland vormt de kern van het Trekvogelreservaat Shepherd Island.

## Geografie
Shepherd Island ligt amper 300 meter voor de zuidelijke westkust van Bell Island, het grootste eiland van de Grey-eilanden. Het Great Northern Peninsula van Newfoundland ligt zo'n 25 km verder naar het noordwesten toe. Het eiland heeft een steile doch niet verticale kustlijn met errond enkele klippen.

## Natuur
Het eiland is tezamen met het omliggende water beschermd als het "Shepherd Island Migratory Bird Sanctuary", een van de drie trekvogelreservaten in de provincie. Dat natuurreservaat meet 16 ha en werd in 1991 opgericht ter bescherming van de eidereend.

### Vogels
De zuidkust van Bell Island, waartoe ook Shepherd Island en het Île aux Canes gerekend worden, is erkend als een Important Bird Area. Het eiland is in de zomer een nestplaats voor broedende eidereenden. In de winter doet het eiland ook geregeld dienst als tijdelijke verblijfplaats voor grote groepen eiders.

### Vegetatie
Vegetatie op het rotsachtige eiland is fragmentarisch en bestaat voornamelijk uit laag groeiende struiken uit de heidefamilie (zoals kraaihei) die zure grond verdragen, evenals korstmossen. Er zijn beperkte plaatsen waar ook slijkgras en berenklauw groeien.